# 图玛玛体育场
阿图玛玛体育场（羅馬化：Malʿab ath-Thumāma）是一座位于卡塔尔多哈阿图玛玛的体育场，在2021年10月22日正式開放，是2022年國際足協世界盃的赛场之一。

## 历史
申办世界杯前，卡塔尔原计划在阿图玛玛体育场的位置修建一座地下足球场。按照原方案，这座球场的场地和观众席都在地平面以下，可容纳1.1万人。地下体育场工程在2008年开始了挖掘工作。不过，伴随卡塔尔申办世界杯一事取得进展，地下体育场建设暂停。卡塔尔竞争2022年世界杯足球赛主办权时，申办计划中并没有苏马迈体育场。卡塔尔赢得主办权后，原计划的12座球场减为8座。2015年12月，卡塔尔宣布将把8座球场之一建在苏马迈。
阿图玛玛体育场的前期工作在2016年展开。2017年3月1日，体育场正式破土动工。2017年8月，体育场的设计方案正式亮相。2017年10月，混凝土浇筑工程开始。2018年，苏马迈体育场获建筑评论未来项目奖。2019年3月，混凝土工作完成。体育场原计划在2020年9月15日完工。完工时间后来推迟至2021年。
按照计划，阿图玛玛体育场将承办2022年世界杯足球赛小组赛至四分之一决赛阶段的比赛，世界杯期间的观众容量为4万人。世界杯后，体育场将拆除上层看台，将容量减小至2万人。

## 建筑
阿图玛玛体育场由卡塔尔建筑师易卜拉辛·穆罕默德·宰达（Ibrahim M. Jaidah）同熙林综合建筑师事务所联合设计，总承包商为卡塔尔的贾贝尔工程公司和土耳其的泰克芬建筑安装公司。体育场的设计构思来自阿拉伯男子穿戴的传统编织帽，平面呈圆形，外立面由带孔的白色板组成，模仿菱形的编织图案。体育场的顶棚为张力悬索结构，覆有白色带有纹理的膜。世界杯期间，体育场可容纳4万名观众。体育场的比赛场地和观众席都装有空调。
世界杯之后，阿图玛玛体育场的上层看台将被拆除，将观众容量减少至2万人。拆下的座椅将被捐赠给缺乏体育设施的国家。体育场上层看台的位置将改建为酒店和运动医学门诊部。体育场外围将建设篮球、排球、手球、游泳、跑步和自行车场地，还将建设商业设施和一座清真寺。